# Iwan Wladimirowitsch Tjulenew

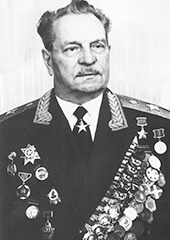
Iwan Wladimirowitsch Tjulenew

Iwan Wladimirowitsch Tjulenew (russisch Иван Владимирович Тюленев, wiss. Transliteration Ivan Vladimirovič Tjulenev; * 16.jul. / 28. Januar 1892greg. in Schatroschany in der heutigen Oblast Uljanowsk; † 15. August 1978 in Moskau) war ein sowjetischer Armeegeneral und erster Kommandeur der Südfront im Deutsch-Sowjetischen Krieg.

## Leben

### Frühe Militärkarriere
Er besuchte ab 1903 eine ländliche Grundschule, arbeitete später in einer bäuerlichen Wirtschaft und als Arbeiter in einer Sirup-Fabrik. Er war Lehrling bei einem Schmied und dann wieder Hilfsarbeiter in einer Ziegelei. Im Oktober 1913 trat er in das 5. Dragoner-Regiment der zaristischen Armee ein, welche der 5. Kavalleriedivision im Militärbezirk Kasan unterstellt war. Am Beginn des Ersten Weltkrieges nahm er mit seinem Regiment an den Kämpfen bei Sandomierz und in Galizien teil. Im Jahr 1915 kämpfte er in den Karpaten, machte den Großen Rückzug über den Bug nach Brest Litowsk mit und stand 1916 an der Düna und vor Riga. Für seine Tapferkeit wurde ihm das St.-Georgs-Kreuz 4. Klasse verliehen. Nach der Februarrevolution wurde er im April 1917 Mitglied des Soldatenrats und als Delegierter der 5. Kavallerie-Division nach Petersburg geschickt, um als Deputierter am Sowjet-Kongress teilzunehmen. Im Russischen Bürgerkrieg kämpfte er im Herbst 1918 bei der Roten Armee zunächst im Osten in der Nähe von Samara und Kasan. Im November 1918 wurde er für vier Monate nach Moskau geschickt, um an der Generalstabsakademie der Roten Armee Führungskurse zu absolvieren. Im August 1919 diente er als Generalstabsoffizier im Reiterkorps des Generals Budjonny, ab November 1919 fungierte er als Operationschef der 1. Rote Reiterarmee. Im März 1920 übernahm er die Führung der 2. Brigade der 4. Kavallerie-Division, welche in der Don-Region und im Nordkaukasus operierte. Im Jahr 1920 nahm er am Sowjetisch-Polnischen Krieg teil und kämpfte zuletzt in Nord Taurien und auf der Krim. Im März 1921 war er an der Unterdrückung des Kronstädter Aufstands beteiligt und danach als Kommandeur des 137. Schützen-Regiments nach Minsk kommandiert. Seit Mai 1921 fungierte er als Chef des Stabes der sibirischen 15. Kavallerie-Division, im August übernahm er die Führung der 1. Brigade dieser Abteilung, mit welcher er an der Unterdrückung des Aufstandes in der Provinz Tambow beteiligt war. Im Juni 1924 wurde er als Kommandeur der 14. Kavallerie-Division nach Maikop geschickt und im November 1925 wurde er zum Inspekteur der Kavallerie des Militärbezirks Nordkaukasus ernannt. 1929 verbesserte er seine militärische Befähigung durch den Besuch weiterer Kurse. Im Anschluss folgte ein intensives Studium an der parteipolitischen Führerschule in Moskau, nach welchem ihm im November 1930 die Position des militärischen Kommissars der 1. Separate Kavallerie-Brigade übertragen wurde.

### Im Zweiten Weltkrieg
Im Februar 1938 übernahm er dann das Kommando im Transkaukasischen Militärbezirk. Zu Beginn des Zweiten Weltkrieges übernahm er das Kommando über die 12. Armee, mit der er Mitte September 1939 unter Oberbefehl von General Timoschenko in der westlichen Ukraine einrückte. Im August 1940 wurde er Kommandeur des Militärbezirk Moskau, im Juni 1940 erhielt er den Rang des Armeegenerals. Als 1941 der deutsche Überfall auf die Sowjetunion erfolgte, war Tjulenew Kommandeur des Moskauer Militärbezirks. Am 25. Juni übernahm er in Winniza das Kommando über die aus der 9. Selbständigen Armee entstandene Südfront. Von Ende Juli bis Anfang August 1941 zogen sich seine Truppen über den Fluss Dnjestr an den Dnepr zurück. Im September 1941 wurde er bei den Kämpfen in der Region Dnepropetrowsk schwer verletzt und musste ins Zentrale Militärkrankenhaus nach Moskau ausgeflogen werden. Im Oktober 1941 wurde er als Vertreter des Staatlichen Verteidigungskomitees in den Militärbezirk Ural geschickt, um die Aufstellung von 20 neuen Schützendivisionen zu organisieren. Im Januar 1942 wurde dort unter seinem Kommando die 28. Armee aufgestellt. Im Februar diente er kurz als stellvertretender Kommandeur der Südwestfront und im Mai 1942 erhielt er das Kommando über den Militärbezirk Transkaukasus, dessen Bezirksleitung zunächst in Tbilissi stationiert war. Nach der deutschen Sommeroffensive befehligte er von August 1942 bis Kriegsende die Transkaukasusfront. In kürzester Zeit organisierte er zwischen Tuapse und Naltschik sowie bei Mosdok und am Terek die Verteidigung. Er ließ 70.000 Geschützstellungen in den Ausläufern des Kaukasus bauen, weiterhin über 660 Kilometer Panzergräben ausheben und errichtete an den wichtigsten Positionen mehr als 300 Panzersperren. 
Nach dem Zweiten Weltkrieg kommandierte er die Truppen des Militärbezirks Charkow, im Jahr 1947 wurde er zum Generalinspekteur der Kavallerie ernannt. Ab Juni 1948 besetzte er verschiedene Positionen im Kommando der Landstreitkräfte und im Mai 1958 fungierte er als Berater der Inspektorengruppe des Ministeriums für Verteidigung. Am 21. Februar 1978 wurde ihm im Zusammenhang mit dem 60. Jahrestag der Roten Armee, nachträglich für seine Leistungen im Zweiten Weltkrieg der Titel Held der Sowjetunion verliehen. Er verstarb im August 1978 und wurde auf dem Nowodewitschi-Friedhof begraben.

## Publikationen
Tjulenew verfasste mehrere Bücher über seine Erlebnisse, u. a.:
- Sowjetische Kavallerie kämpft für das Vaterland, 1957.
- Durch drei Kriege. Erinnerungen. Moskau, 1960.
- Helden der Schlacht um den Kaukasus Zchinwali, 1975.